# Pediana temmei
Pediana temmei är en spindelart som beskrevs av Hirst 1996. Pediana temmei ingår i släktet Pediana och familjen jättekrabbspindlar.
Artens utbredningsområde är Sydaustralien. Inga underarter finns listade i Catalogue of Life.